# 福诺略萨
福诺略萨，是西班牙加泰罗尼亚巴塞罗那省的一个市镇。总面积52平方公里，总人口1446人（2013年），人口密度27.7人/平方公里。